# Women in Business Suriname
Het Women in Business Suriname (WBS), voorheen Women's Business Group Suriname (WBG), is een Surinaamse niet-gouvernementele organisatie van vrouwelijke ondernemers. Ze stimuleert ondernemerschap onder vrouwen, mannen en jongeren.
De organisatie heeft rond de vijfhonderd leden en heeft naar eigen opgaaf tienduizenden mensen bereikt. Ze richt zich op het versterken van mensen en groepen in Paramaribo en het binnenland en geeft begeleiding bij het starten van een eigen onderneming. Women in Business Suriname is gesprekspartner binnen het Suriname Business Forum.
Women in Business Suriname werd op 11 mei 1993 opgericht, in een periode met veel schaarste in Suriname. Belangrijke doelstellingen zijn de bestrijding van armoede en de stimulering van de maatschappij en economie van Suriname. Het uitgangspunt van de organisatie is dat ondernemerschap daarvoor het beste middel is. WBS organiseerde meerdere jaren de Women Lifestyle Fair in Paramaribo en neemt ook deel aan andere beurzen.
In 2014 werd WBS opgenomen in het programma voor microkredieten van het ministerie van Financiën. In 2017 ontving de organisatie een donatie van 80.000 USD van de Coca-Cola Foundation.